# Live and Eclectic
Live and Eclectic är Ronnie Woods andra solo-livealbum, utgivet 2000 av skivbolaget Pilot Records. Albumet spelades in i Electric Lady Studios i New York och i Rhythm Café i San Diego.

## Låtlista
1. "Show Me" (Jerry Williams) – 3:46
2. "Flying" (Ronnie Wood/Rod Stewart/Ronnie Lane) – 4:36
3. "Testify" (George Clinton/Deron Taylor) – 5:40
4. "Pretty Beat Up" (Mick Jagger/Keith Richards/Ronnie Wood) – 4:42
5. "Always Wanted More" (Ronnie Wood/Bernard Fowler) – 5:34
6. "Breathe on Me" (Ronnie Wood) – 6:36
7. "Silicone Grown" (Ronnie Wood/Rod Stewart) – 3:34
8. "Black Limousine" (Mick Jagger/Keith Richards/Ronnie Wood) – 4:50
9. "Little Red Rooster" (Willie Dixon) – 5:58
10. "Stay With Me" (Ronnie Wood/Rod Stewart) – 4:03
11. "Josephine" (Ronnie Wood/Bernard Fowler) – 5:28
12. "(I Know) I'm Losing You" (Norman Whitfield/Eddie Holland/Cornelius Grant) – 3:58
13. "It's Only Rock 'n Roll (But I Like It)" (Mick Jagger/Keith Richards) – 5:21

### Bonus-CD
1. "Flying" (Ronnie Wood/Rod Stewart/Ronnie Lane)
2. "Silicone Grown" (Ronnie Wood/Rod Stewart)
3. "Stay With Me" (Ronnie Wood/Rod Stewart)
4. "Somebody Else Might" (Ronnie Wood/Bernard Fowler)
5. "I Can Feel the Fire" (Ronnie Wood)

## Medverkande
Musiker
- Ronnie Wood – sång, gitarr, munspel
- Bernard Fowler – sång
- Ian McLagan – keyboard
- Johnny Lee Schell – gitarr
- Shaun Solomon – basgitarr
- Wayne P. Sheehy – trummor
- Chuck Leavell – keyboard